# Биолошка психологија
Биолошка психологија, психобиологија или биопсихологија је научна дисциплина која се бави студијом биолошких основа ума, емоција и менталних процеса. Психобиологија је такође школа у психијатрији која се бави интерпретацијом личности, понашања и менталних поремећаја у оквиру адаптивних реакција на биолошке, друштвене, културолошке и остале факторе окружења.
Биолошка психологија има за циљ да утврди физиолошке, генетичке и развојне механизме путем којих се понашање регулише. На нивоу неурона, неуротрансмитера, неуронских мрежа и хормона објашњава типичне и атипичне облике понашања који су последица интеракције наследне основе јединке и њене спољашње средине. Посебну пажњу посвећује еволуционим процесима који су допринели развоју одређеног облика понашања.
У оквиру саме биолошке психологије могуће је издвојити више дисциплина:
- физиолошка психологија - истражује нервне механизме понашања путем директних хируршких, електричних и хемијских манипулација мозгом у експериментима;
- психофармакологија – такође истражује нервне механизме понашања али применом фармаколошки активних супстанци;
- психофизиологија - испитује односе између физиолошке активности и психолошких процеса користећи углавном неинвазивне технике попут електроенцефалографије;
- неуропсихологија - испитује учинке озледа мозга на психолошко функционисање људи;
- компаративна психологија – проучава понашање различитих биолошких врста како би разјаснила наследну основу, еволуциону основу и адаптибилност понашања;
- когнитивна неуронаука - проучава неуралне основе менталних процеса користећи углавном неинвазивно функцијско осликавање мозга приликом његове активности.